# 于富华
于富华（1963年3月—），男，汉族，山东泰安人，医学博士，教授，中华人民共和国政治人物、医学家。

## 人物经历
1979年8月，于富华考入山东医学院（今山東大學齊魯醫學院）医疗系，主修临床医学专业。1984年8月毕业后，被分配到山东省泰山医学院（今山东第一医科大学）放射系，出任该校教研室助教、泰安市中心医院放射科医师，1987年8月，于富华考入上海医科大学（今復旦大學上海醫學院），并成为该校放射专业的一名硕博连读研究生，1993年5月，获得医学博士学位，回到泰山医学院，历任影像学教研室副主任兼泰山医学院附属医院CT室主任、放射系副主任、主任。1999年3月，升任泰山医学院副院长、党委委员，并获得教授职称。2000年，出任山东省卫生厅副厅长、党组成员。
2006年9月，于富华返回高校，出任潍坊医学院党委副书记、院长，2008年，升任潍坊医学院党委书记。2010年12月，转任山东中医药大学党委书记。2013年，于富华成为山东省第十一届省政协委员，代表医药卫生界。
2018年4月，在山东省第十三届人民代表大会常务委员会第二次会议上被任命为山东省人力资源与社会保障厅厅长
。同年12月，转任中共山东省委组织部常务副部长。并于翌年2月不再担任山东省人力资源与社会保障厅厅长一职。
2022年8月，于富华退居二线，成为山东省人民政府参事，但就在当年11月因为涉嫌严重违纪违法，接受山东省纪委监委纪律审查和监察调查。2023年，于富华因为涉嫌严重违法违纪，遭到中共山东省纪委开除党籍及山东省监委开除公职处分。

## 作品
于富华曾经担任《社区医学杂志》编委会主任兼主编，主讲神经系统疾病医学影像学，并曾从事卫生改革与管理学、高等教育学等领域的研究。他也参与编写了中华人民共和国高等医学院校教材《医学影像诊断学》，此外，于富华还曾发表了《全身CT和MRI》、《中枢神经系统CT和MRI》等专著，并获得山东省人民政府优秀调研课题二、三等奖以及山东省科技进步二等奖。